# Abdul Ghafur Muhiuddin Shah di Pahang
Paduka Sri Sultan 'Abdu'l Ghafur Muhi ud-din Shah ibni al-Marhum Sultan 'Abdu'l-Kadir 'Ala' ud-din Shah (1567 – Kuala Pahang, prima del 16 agosto 1614) è stato sultano di Pahang dal 1592 al 1614.

## Biografia
Raja Abdul Ghafur, come era conosciuto prima della sua ascesa al trono, nacque nel 1567 ed era il figlio maggiore del decimo sultano di Pahang Abdul Kadir Alauddin Shah.
Alla morte del padre gli succedette Ahmad Shah II, figlio nato dalla sua sposa reale. Abdul Ghafur venne nominato reggente per il suo giovane fratellastro e, due anni dopo, lo depose e salì al trono.
Ebbe un figlio e una figlia dalle sue mogli reali e altri dieci figli da spose minori.
Nel 1612 fuggì a Jelai, nel regno di Pattani a seguito di una ribellione guidata dal suo figlio più giovane, Raja Alauddin. Due anni dopo tornò in patria ma morì avvelenato insieme al figlio maggiore ed erede a Kuala Pahang nello stesso anno per ordine del secondogenito ribelle. Fu sepolto nel cimitero di Chandong a Pekan e ricevette il titolo postumo di Marhum Pahang.

## Nella cultura di massa
Raja Abdul Ghafur è stato interpretato da Jesdaporn Pholdee nel film del 2008 Thai Queens of Langkasuka. Egli è stato raffigurato nel film come il fidanzato della principessa Ungu che venne a difendere il regno di Pattani di Ratu Hijau.